# Eleanor & Park
Eleanor & Park är en roman skriven av Rainbow Rowell, och översatt till svenska av Anna Modigh. Det är Rainbow Rowells första roman för unga vuxna.. Boken  publicerades första gången 2012 och följer berättelserna om Eleanor och Park, två misfits som bor i Omaha, Nebraska. Berättelsen utspelar sig mellan 1986 och 1987. Eleanor, en kraftig  16-årig tjej med rött, lockigt hår, möter Park, också han 16 år. Parks mamma kommer från Korea. De möts på skolbussen på Eleanors första dag på skolan. Så småningom knyter de an till varandra, med hjälp av serietidningar och blandband med 80-talsmusik.. En kärlekshistoria följer. Park blir kär i Eleanor och Eleanor lär sig att förstå Park.

## Mottagning och utmärkelser
Kritiken av boken har mestadels varit positiv. Kirkus Reviews skrev att boken är: "rolig, hoppfull, fräck, sexig och gör en gråtfärdig" och att  "denna vinnande kärlekshistoria kommer fängsla både tonåring som vuxen".  Författaren John Green har sagt att Eleanor & Park påminde honom "inte bara om hur det är att vara ung och kär, utan också hur det är att vara ung och kär i en bok." 
American Library Association prisade romanen med  Michael L. Printz Award  2014 för utmärkt litteratur i kategorin unga vuxna..  Man kan kalla Eleanor & Park för en rom om "en ärlig, hjärtskärande skildring av ofullkomlig men oförglömlig kärlek", skrev Boston Globe och The Horn Book Magazine  gav Rowell  Boston Globe-Horn Book Award för fiktion år 2013.   New York Times Book Review utsåg romanen till en av sju anmärkningsvärda barnböcker 2013. 

### Utmärkelser
- Indies Choice Year of Young Year  [6]
- Amazons ungdomsroman och en av årets tio bästa böcker[7] [8]
- Goodreads Choice Award för årets bästa bok för unga vuxna [9]
- Topp 10 bland ungdoms bibliotekstjänstföreningens bästa fiktion för unga vuxna [10]
- Audible's Best Teen Audio Audio of the Year [11]

## Filmatisering
2014 tillkännagavs att DreamWorks hade köpt rättigheterna till en film baserad på  Eleanor & Park, och att Rowell ombads att skriva manus.  I maj 2016 bekräftade dock Rowell via Twitter att filmen inte längre skulle göras och att hon själv hade fått tillbaka rättigheterna.  I maj 2019 bekräftade Rowell via Instagram att en film återigen var på gång och att hon skulle skriva manus till den. Sedan gick PictureStart och Brad Pitts produktionsbolag Plan B ut med att de skulle spela in filmen.

I juli 2020 meddelade författaren Rainbow Rowell på Twitter att filmen "Eleanor & Park"  kommer att regisseras av den japanska filmregissören Hikari och att castingen skulle börja samma månad. 